# Ernst Marti AG
Die Ernst Marti AG mit Sitz in Kallnach ist ein Schweizer Car- und Gruppenreiseunternehmen. Sie verfügt über eine Flotte von 35 Fahrzeugen, die vom Multivan mit 6 Plätzen über den Minibus mit 17 Plätzen bis zum 2-stöckigen Reisecar mit 78 Plätzen reicht. Marti führt verschiedenartige Reisen durch, die von Tagesfahrten, über Städte- und Rundreisen, Badeferien bis hin zu Festtagsreisen und Spezialreisen an Weihnachtsmärkte, Wellnessaufenthalte und an Musikveranstaltungen führen. Das Familienunternehmen erwirtschaftete 2006 einen Umsatz von 160 Millionen Schweizer Franken.

## Geschichte
Das Unternehmen wurde 1903 durch Ernst Marti als Handelsbetrieb gegründet. Die ersten Aktivitäten der Firma umfassten den Import von Saatgut, den Handel mit landwirtschaftlichen Produkten, Fahrzeugen und Liegenschaften.
1920 organisierte Marti die erste Carreise mit einem selber zum Car umgebauten Lastwagen der Marke Vomag und lud seine  Mitarbeiter und die am Bau seiner neuen Garage beteiligten Bauarbeiter zu einem Ausflug nach Kandersteg ein. Ab 1922 begann Marti Carreisen geschäftsmässig zu betreiben und wurde so zum Pionier des Cartourismus. In der Folge entwickelte sich daraus ein schnell wachsendes Angebot von Reisen nach Europa, Asien und Afrika. 1948 wurde die Einzelfirma in eine Aktiengesellschaft umgewandelt.
Nach der Jahrtausendwende fokussierte sich die Firma auf das Kerngeschäft der Car- und Gruppenreisen, während die Geschäftszweige Gütertransport und Reisebürokette in Beteiligungsgesellschaften ausgegliedert und später verkauft wurden.
Im Februar 2006 bezog die Ernst Marti AG in Kallnach ihr neues Administrationsgebäude mit Passagier-Lounge und einem modernen Car-Terminal.